# Wiktor Iljin
Wiktor Nikołajewicz Iljin (ros. Виктор Николаевич Ильин, ur. 1904, zm. 1991) – oficer radzieckich służb specjalnych, komisarz bezpieczeństwa państwowego. 
Od 1919 pełnił służbę w Armii Czerwonej, uczestniczył w wojnie domowej. Od 1925 członek Wszechzwiązkowej Komunistycznej Partii (bolszewików). Od początku lat 30. pełnił służbę w centralnym aparacie OGPU – NKWD ZSRR. Od 1939 roku szef wydziału do spraw współpracy z inteligencją twórczą Tajnego Zarządu Politycznego (III) NKWD ZSRR. W 1943 mianowany do stopnia komisarz bezpieczeństwa państwowego. 
W 1943 aresztowany – więziony do 1952. W 1954 roku został zrehabilitowany i przeniesiony do rezerwy. W latach 1956–77 sekretarz moskiewskiego oddziału Związku Pisarzy ZSRR do spraw organizacyjnych. Zginął w wypadku samochodowym .